# De Hoop (Holwerd)
De Hoop – wiatrak w miejscowości Holwerd, w gminie Dongeradeel, w prowincji Fryzja, w Holandii. Młyn wzniesiono w 1849 r., na miejscu zniszczonej konstrukcji o tej samej nazwie. Był restaurowany w latach 1967, 1971 i 2009. Posiada on dwa piętra, przy czym powstał na trzypiętrowej bazie. Jego śmigła mają rozpiętość 23,65 m. Wiatrak służył głównie do mielenia zboża.